# Joyce Mandel
Joyce Mandel (* 15. März 1950 in Los Angeles, Kalifornien; † 13. Oktober 2016 in Los Angeles), auch bekannt unter den Namen Joyce Gibson, Joyce Mandell, Rinah und Alexis Love, war eine US-amerikanische Schauspielerin und Model russisch-rumänischer Abstammung.

## Leben
Mandel wurde Ende der 1960er als erfolgreiches Pin-up-Girl bekannt. Unter anderem arbeitete sie für Russ Meyer. Eine zweite Karriere startete sie Ende der 1970er Jahre, als sie unter dem Namen Rinah als Fotomodell für verschiedene Männermagazine vor der Kamera stand. Schließlich gelang es ihr in den 1990er Jahren, als Alexis Love ihre Karriere als Prototyp einer reifen Frau ein drittes Mal wiederzubeleben.

## Filmografie
- 1967: The Trip
- 1971: Tanja Baskin – Anruf genügt (T.R. Baskin)
- 1972: Street of a Thousand Pleasures
- 1975: Wham! Bam! Thank You, Spaceman!
- 1975: Linda Lovelace bläst zum Wahlkampf (Linda Lovelace for President)
- 1976: Ilsa – Haremswächterin des Ölscheichs (Ilsa, Harem Keeper of the Oil Sheiks)
- 1976: The Winds of Autumn
- 1976: Chesty Anderson U.S. Navy
- 1977: The Boob Tube Strikes Again!
- 1978: Taxi (Fernsehserie, eine Folge)
- 1979: Mork vom Ork (Mork & Mindy, Fernsehserie, eine Folge)
- 1980: Der Abstauber (The Baltimore Bullet)
- 1980: Die unglaubliche Reise in einem verrückten Flugzeug (Airplane!)
- 1981: Polizeirevier Hill Street (Hill Street Blues, Fernsehserie, zwei Folgen)
- 1982: Ein Colt für alle Fälle (The Fall Guy, Fernsehserie, eine Folge)
- 1985: L.I.S.A. – Der helle Wahnsinn (Weird Science)
- 1986: Angel’s Höllenkommando (Hell Squad)
- 1986: Harrys wundersames Strafgericht (Night Court, Fernsehserie, eine Folge)
- 1995: Love Story
- 2001: Return of the Ultra Vixens